# Maria Moltzer
Maria Johanna Moltzer (Ámsterdam, 6 de enero de 1874-Zúrich, 6 de diciembre de 1944) fue una analista junguiana suiza-holandesa.
Fue una de las primeras colaboradoras importantes de Carl Gustav Jung. Se la considera de modo acreditado la inspiración inicial para la formulación de Jung del arquetipo del ánima, así como respecto del descubrimiento del tipo intuitivo desarrollado por este en su obra Tipos psicológicos.

## Primeros años
Moltzer creció en Amsterdam, en una familia rica y próspera. Su padre, Christiaan Nicolaas Jacob Moltzer, fue el director de la destilería Bols y participaba activamente en la política y la sociedad. Después de la educación temprana de Moltzer, se formó como enfermera en el Burgerziekenhuis de Linnaeusstraat. También asistió a clases de Derecho y Literatura en la Universidad de Lausana en Suiza.

## Carrera
Después de sus estudios en 1905, Moltzer comenzó a trabajar como enfermera jefe en el sanatorio Lebendige Kraft (Poder vivo) en Zúrich. Allí, aportó un enfoque holístico (una mente sana en un cuerpo sano). Moltzer llevó sus especializaciones más allá: en las causas psicológicas de los problemas físicos, en niños con trastornos alimentarios, y desde 1911, tuvo una práctica clínica privada donde trató a muchos artistas.
A principios de 1910, Moltzer conoció a Jung, al inicio de la colaboración de este con Sigmund Freud. Moltzer se convirtió en asistente de Jung y pronto se hizo cargo de sus pacientes. Durante la ruptura de 1913 con Freud, continuó apoyando a Jung. Alrededor de 1911, describió su comprensión de la intuición como "surgida del instinto. Considero que la intuición es la diferenciación y la función consciente del instinto". En The Aftermath, Ernst Falzeder analiza la investigación de Sonu Shamdasani, identificando la intuición final de Jung como una superposición pero también como una reelaboración significativa del marco relacionado original de Moltzer.
En 1918, rompió con Jung, luego de encontrar que sus contribuciones no fueron suficientemente reconocidas y acreditadas.
Posteriormente, Moltzer escribió Am Umbruch der Zeit, editada después como Der Weg zur Mitte.
Moltzer murió después de una larga enfermedad en Zúrich.

## Documentos póstumos
Gran parte de su trabajo ha sido reconocido y publicado por Shamdasani en su obra de 1998 The Lost Contributions of Maria Moltzer: Two Unknown Papers.
En una revisión, se ha discutido una investigación académica, realizada por Shamdasani para identificar características del pensamiento y la escritura de Moltzer como claramente diferentes a las de Jung. Esta investigación se basó en un documento creado a partir de una conferencia temprana de Jung, el contenido que se ha utilizado en la década de 1990 y desde entonces, para apuntalar una visión contemporánea difamada y crear una nueva controversia.